# Al-Hurajf
Al-Hurajf (arab. الحريف) – miejscowość w Syrii, w muhafazie Hama. W 2004 roku liczyła 1789 mieszkańców.